# Tara Davis-Woodhall
Tara Davis, da coniugata Davis-Woodhall (20 maggio 1999), è una lunghista statunitense, campionessa olimpica a Parigi 2024 e campionessa mondiale indoor a Glasgow 2024.

## Biografia
Ai campionati mondiali under 18 del 2015 di atletica leggera ha vinto la medaglia d'oro nel salto in lungo, con un salto di 6,41 m, battendo la svedese Kaiza Karlén (medaglia d'argento con 6,24 m) e la slovena Maja Bedrac (bronzo con 6,22 m).
Nel 2017 come atleta dell'Università della Georgia stabilì il primato universitario nazionale nella specialità del salto in lungo. Nel 2018 la Davis ha superato il primato mondiale under 20 dei 60 metri ostacoli ottenendo un tempo di 7"98, nel 2020 migliorato dal tempo di Grace Stark che è scesa a 7"93 e il giorno seguente a 7"91.
Nel 2021 ha partecipato ai Giochi olimpici di Tokyo, qualificandosi alla finale del salto in lungo e piazzandosi al sesto posto.
Il 16 ottobre 2022 Tara sposa Hunter Woodhall, velocista paralimpico.
Nel 2023 conquista la medaglia d'argento ai campionati mondiali di Budapest, piazzandosi alle spalle di Ivana Vuleta con la misura di 6,91 m. Nel 2024, invece, vince la medaglia d'oro ai mondiali indoor di Glasgow ed alle Olimpiadi di Parigi.

## Progressione

### Salto in lungo
| Stagione | Misura    | Luogo        | Data      | Rank. Mond. |
| -------- | --------- | ------------ | --------- | ----------- |
| 2025     | 7.12 m    | Eugene       | 31-7-2025 | 1º          |
| 2024     | 7.18 m(i) | Albuquerque  | 16-2-2024 | 2º          |
| 2023     | 7.07 m    | Faietteville | 5-5-2023  | 3º          |
| 2022     | 7.04 m    | Chula Vista  | 9-7-2022  | 4º          |
| 2021     | 7.14 m    | Austin       | 26-3-2021 | 2º          |

## Palmarès
| Anno | Manifestazione  | Sede     | Evento         | Risultato | Prestazione | Note                          |
| ---- | --------------- | -------- | -------------- | --------- | ----------- | ----------------------------- |
| 2015 | Mondiali U18    | Cali     | Salto in lungo | Oro       | 6,41 m      | Miglior prestazione personale |
| 2018 | Mondiali U20    | Tampere  | Salto in lungo | Bronzo    | 6,36 m      |                               |
| 2021 | Giochi olimpici | Tokyo    | Salto in lungo | 6ª        | 6,84 m      |                               |
| 2023 | Mondiali        | Budapest | Salto in lungo | Argento   | 6,91 m      |                               |
| 2024 | Mondiali indoor | Glasgow  | Salto in lungo | Oro       | 7,07 m      |                               |
| 2024 | Giochi olimpici | Parigi   | Salto in lungo | Oro       | 7,10 m      |                               |